# پائولا مونتورسی
پائولا مونتورسی (ایتالیایی: Paolo Montorsi؛ زادهٔ ۱۴ اوت ۱۹۵۱) بازیکن والیبال اهل ایتالیا بود. وی در بازی‌های المپیک تابستانی ۱۹۷۶ شرکت کرده‌است.